# Arnold Tscharnuschewitsch
Arnold Pjatrowitsch Tscharnuschewitsch (belarussisch Арнольд Пятровіч Чарнушэвіч; * 15. Januar 1933 in Minsk, Weißrussische SSR; † 2. September 1991) war ein sowjetischer Degenfechter.

## Erfolge
Arnold Tscharnuschewitsch wurde 1961 in Turin mit der Mannschaft Weltmeister. Mit ihr gewann er zudem 1959 in Budapest Silber und 1962 in Buenos Aires Bronze. Ebenfalls Bronze sicherte er sich 1958 in Philadelphia im Einzel. Zweimal nahm er an Olympischen Spielen teil. 1956 schied er in Melbourne im Einzel in der Viertelfinalrunde aus, während er mit der Mannschaft den fünften Platz belegte. Bei den Olympischen Spielen 1960 in Rom kam er im Einzel erneut nicht über die Viertelfinalrunde hinaus. Mit der sowjetischen Equipe unterlag er im Halbfinale Italien mit 6:9, besiegte aber im Gefecht um Rang drei Ungarn mit 9:5. Gemeinsam mit Bruno Habārovs, Guram Kostawa, Walentin Tschernikow und Aljaksandr Paulouski gewann Tscharnuschewitsch somit die Bronzemedaille.
Tscharnuschewitsch focht für Dinamo Minsk.